# Myrpickare
Myrpickare (Parmoptila) är ett släkte astrilder inom ordningen tättingar. Släktet omfattar tre arter med utbredning i västra och centrala Afrika:
- Fläckig myrpickare (P. woodhousei)
- Rödpannad myrpickare (P. rubrifrons)
- Kongomyrpickare (P. jamesoni)